# ASASSN-V J213939.3-702817.4
ASASSN-V J213939.3-702817.4 (также известная как ASAS-SN-V J213939.3-702817.4 и J213939.3-702817.4) — звезда, получившая свою известность за внезапное падение её яркости на небольшой срок. Это событие было обнаружено в рамках проекта ASAS-SN (All Sky Automated Survey for SuperNovae), о нём было впервые сообщено 4 июня 2019 года в The Astronomer's Telegram.
Звезда находится в созвездии Индейца на расстоянии около 3630±110 световых лет. Впервые была обнаружена ASAS-SN 13 мая 2014 года, и к 4 июня 2019 года было сделано более 1580 наблюдений. Звезда обладала постоянной яркостью g ~ 12,95. 4 июня 2019 года яркость звезды постепенно уменьшилась с g ~ 12,96 в HJD 2458635,78 до g ~ 14,22 в 2458637,95 и, по состоянию на 4 июня 2019 года, похоже, возвращается в состояние покоя g ~ 13,29 в HJD 2458638,89. По словам астронома Таринду Джаясингхе, одного из первооткрывателей события глубокого затемнения: «Звезда долго была постоянной, а затем внезапно уменьшилась в яркости на огромную величину … Почему это произошло, мы пока не знаем.»

## См.также
- Звезда Табби
- EPIC 204278916